# Фоминка (Свердловская область)
Фоминка — деревня в Алапаевском районе Свердловской области России. Входит в муниципальное образование Алапаевское. Управляется Костинским территориальным управлением.

## География
Фоминка располагается на левом берегу реки Реж, в 30 километрах на восток от города Алапаевска.

### Часовой пояс
Фоминка, как и вся Свердловская область, находится в часовой зоне МСК+2. Смещение применяемого времени относительно UTC составляет +5:00.

## Население
| 2002 | 2010 |
| ---- | ---- |
| 26   | ↘24  |

## Инфраструктура
В деревне Фоминке всего одна улица — Чапаева.